# Albrecht der Jüngere von Baden-Durlach

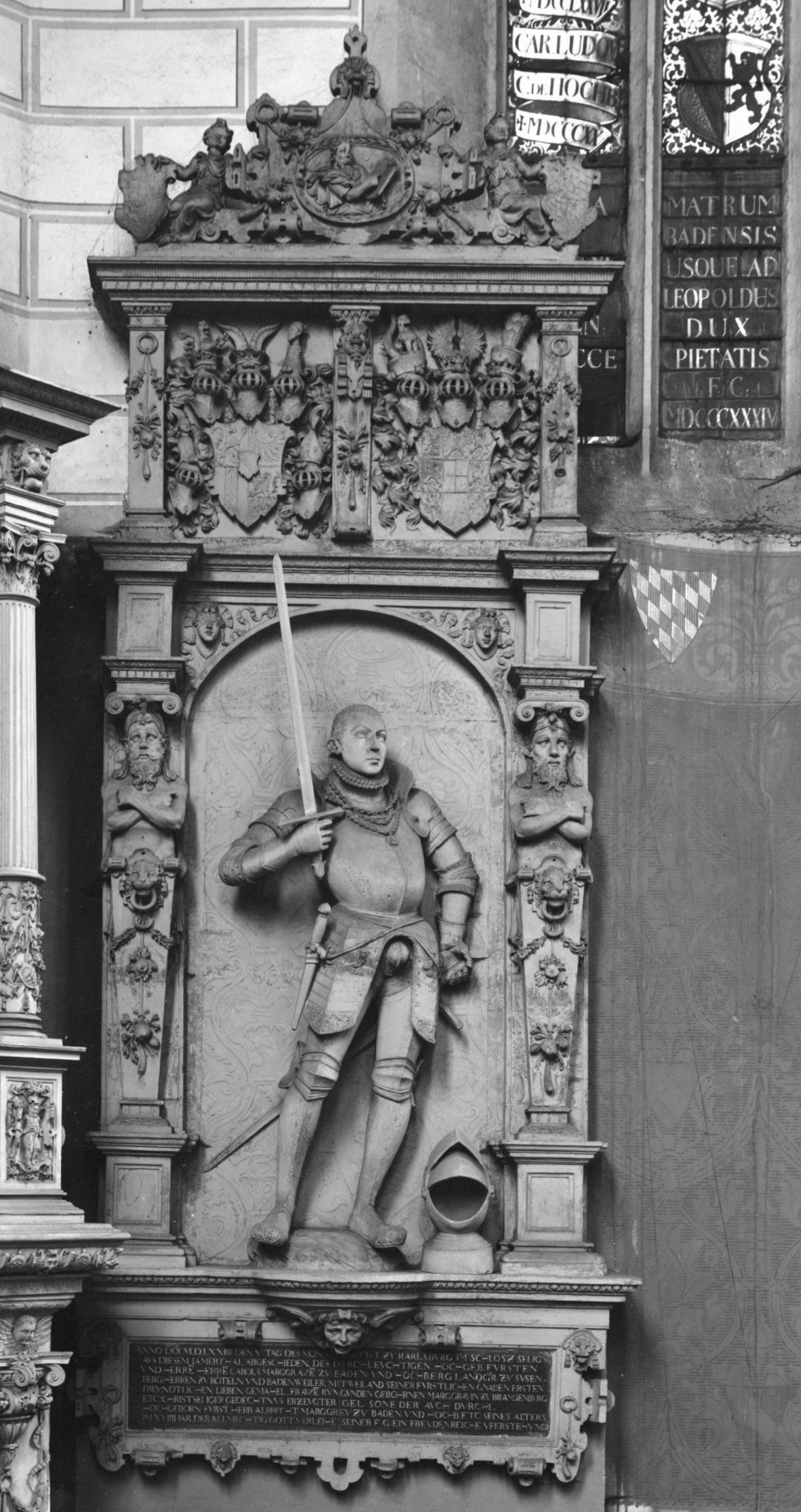
Grabdenkmal für Prinz Albrecht den Jüngeren von Baden-Durlach

Albrecht von Baden-Durlach (* 12. Juni 1555 in Pforzheim; † 5. Mai 1574 in Durlach) war Erbprinz der Markgrafschaft Baden-Durlach.
Albrecht wird in Abgrenzung zu seinem 1542 verstorbenen Onkel Albrecht auch Albrecht der Jüngere (Albrecht d. J.) genannt.

## Leben
Albrecht war der erste Sohn des Markgrafen Karl II. von Baden-Durlach († 1577) und dessen erster Ehefrau, Kunigunde von Brandenburg-Kulmbach († 1558). Seine ältere Schwester Marie verstarb in Kindesalter. Die Markgrafen Ernst Friedrich, Jakob und Georg Friedrich waren seine Halbbrüder.
Der Dichterpfarrer Paul Cherler widmete 1564 sein Werk Historiae sacrae de Iesu Christi … dem Erbprinzen.
Sachs berichtet von einem ausschweifenden Lebenswandel, der Albrecht krank machte. Albrechts Stiefmutter, Anna von Pfalz-Veldenz, suchte für ihn auch bei der Ulmer Ärztin Agatha Streicher Hilfe.
Albrecht starb im Alter von 19 Jahren an Podagra und wurde im Stiftschor der Pforzheimer Schloss- und Stiftskirche St. Michael beigesetzt, wo ein von Johann von Trarbach geschaffenes Grabmal an ihn erinnert.